# Opanci
Opanci – wieś w Chorwacji, w żupanii splicko-dalmatyńskiej, w gminie Lovreć. W 2011 roku liczyła 321 mieszkańców.